# Marcus (keresztnév)
A Marcus a harmadik leggyakoribb praenomen volt az ókori Rómában. Ismertebb viselői:
- Marcus Aemilius Lepidus – hadvezér, politikus, a második triumvirátus tagja, Kr. e. 90. k. – Kr. e. 13
- Marcus Aemilius Scaurus – politikus, hadvezér, Kr. e. 162 – ?
- Marcus Ambivius – író, Kr. e. 2. század – Kr. e. 1. század
- Marcus Annaeus Lucanus – költő, 39 – 65
- Marcus Annius Florianus – császár 276-ban
- Marcus Antonius – politikus, hadvezér, a második triumvirátus tagja, Kr. e. 83 – Kr. e. 30
- Marcus Antonius Antyllus – az előbbi fia, Kr. e. 45 k. – Kr. e. 30
- Marcus Antonius Creticus – politikus, hadvezér, a triumvir apja, ? – Kr. e. 74
- Marcus Antonius Gnipho – szónok, Kr. e. 1. század
- Marcus Antonius Orator – politikus, szónok, a triumvir nagyapja, Kr. e. 143 – Kr. e. 87
- Marcus Apicius Gavius – mesterszakács, szakácskönyv-író, 1. század
- Marcus Argentarius – görög származású szónok, költő, Kr. e. I. század – Kr. u. I. század
- Marcus Aristius Fuscus – költő, író, grammaticus, Kr. e. I. század
- Marcus Atilius – költő, Kr. e. I. század eleje
- Marcus Aurelius – császár 161-180-ig, az „öt jó császár” közül az utolsó
- Marcus Aurelius Carus – császár 282-283-ban
- Marcus Aurelius Claudius Quintillus – császár 270-ben
- Marcus Aurelius Marius – Galliában uralkodott császárként 268-ban
- Marcus Aurelius Severus Alexander – császár 222–235-ig
- Marcus Aurelius Valerius Maxentius – társcsászár 306–312-ig
- Marcus Aurelius Valerius Maximianus Herculius – társcsászár 286–305-ig
- Marcus Caecilius Metellus – több római politikus neve
  - Marcus Caecilius Metellus (Kr. e. 206) – praetor Kr. e. 206-ban
  - Marcus Caecilius Metellus (Kr. e. 115) – consul Kr. e. 115-ben
  - Marcus Caecilius Metellus (Kr. e. 69) – praetor Kr. e. 69-ben
- Marcus Caelius Rufus – szónok, Kr. e. 88 és 85 között – Kr. e. 48
- Marcus Calidius – szónok, Kr. e. 1. század
- Marcus Calpurnius Bibulus – politikus, ? – Kr. e. 48
- Marcus Cassianius Latinius Postumus – hadvezér, Galliában uralkodott császárként 258–268-ig
- Marcus Claudius Marcellus – számos római politikus neve
  - Marcus Claudius Marcellus (Kr. e. 331) – consul Kr. e. 331-ben
  - Marcus Claudius Marcellus (Kr. e. 287) – consul Kr. e. 287-ben, feltehetően az előbbi fia
  - Marcus Claudius Marcellus – consul Kr. e. 222-ben, 215-ben, 214-ben, 210-ben és 208-ban, Syracusae elfoglalója
  - Marcus Claudius Marcellus (Kr. e. 196) – consul Kr. e. 196-ban, az előbbi fia
  - Marcus Claudius Marcellus (Kr. e. 188) – praetor Kr. e. 188-ban
  - Marcus Claudius Marcellus (Kr. e. 183) – consul Kr. e. 183-ban, feltehetőleg az előbbi fivére
  - Marcus Claudius Marcellus (Kr. e. 166) – consul Kr. e. 166-ban, 155-ben és 152-ben, a 196. évi consul fia
  - Marcus Claudius Marcellus (Kr. e. 102) – Marius tisztje Kr. e. 102-ben
  - Marcus Claudius Marcellus (Kr. e. 51) – consul Kr. e. 51-ben
  - Marcus Claudius Marcellus (Kr. e. 23) – Augustus unokaöccse és utódjelöltje, aedilis curilis Kr. e. 23-ban, amikor meghalt
- Marcus Claudius Marcellus Aeserninus (Kr. e. 22) – consul Kr. e. 22-ben
- Marcus Claudius Tacitus – császár 275–276-ban
- Marcus Clodius Pupienus Maximus – társcsászár 238-ban
- Marcus Cluvius Rufus – politikus, történetíró, 1. század
- Marcus Cocceius Nerva – császár 96–98-ig
- Marcus Cornelius Cethegus (Kr. e. 204) – consul Kr. e. 204-ben
- Marcus Cornelius Cethegus (Kr. e. 160) – consul Kr. e. 160-ban
- Marcus Cornelius Fronto – szónok, 100 – 166?
- Marcus Fabius Quintilianus – szónok, tanár, 35? – 100?
- Marcus Furius Bibulus – költő, Kr. e. 1. század
- Marcus Galerius Trachalus – szónok, 1. század
- Marcus Gratidius – politikus, szónok, Kr. e. 2. század
- Marcus Iunius Brutus – politikus, a Caesar elleni összeesküvés egyik vezére, Kr. e. 85 – Kr. e. 42
- Marcus Julius Philippus – császár 244–249-ig
- Marcus Junius Graechanus – író, Kr. e. 1. század
- Marcus Licinius Crassus – politikus, hadvezér, az első triumvirátus tagja, Kr. e. 114 – Kr. e. 53
- Marcus Marius – író, Kr. e. 1. század
- Marcus Opellius Macrinus – császár 217–218-ban
- Marcus Pacuvius – költő, drámaíró, Kr. e. 220 – Kr. e. 129/130
- Marcus Pompilius Andronicus – író, grammaticus, Kr. e. 1. század
- Marcus Pomponius Bassulus – vígjátékíró, 2. század
- Marcus Porcius Cato Uticensis – politikus, író, szónok, az idősebb Cato dédunokája
- Marcus Porcius Latro – szónok, Kr. e. 55 – Kr. e. 4 vagy 3
- Marcus Pupius Piso – politikus, ? – Kr. e. 47 előtt
- Marcus Salvius Otho – császár, a négy császár évének (69) második uralkodója
- Marcus Terentius Varro – költő, író, az ókori Róma egyik legnagyobb tudósa, Kr. e. 116 – Kr. e. 27
- Marcus Tullius Cicero – író, filozófus, politikus, kiemelkedő tehetségű szónok, Kr. e. 106 – Kr. e. 43
- Marcus Tullius Tiro – hivatalnok, filológus, Cicero felszabadított rabszolgája, Kr. e. 1. század
- Marcus Ulpius Traianus – császár 98–117-ig
- Marcus Valerius Maximianus – katona, a trencséni várhegy falán levő római felirat említi
- Marcus Valerius Messala Corvinus – hadvezér, irodalmár, Kr. e. 64 – Kr. u. 13
- Marcus Vipsanius Agrippa – politikus, hadvezér, Kr. e. 63 – Kr. e. 12